# 11728 Ейнер
11728 Ейнер (11728 Einer) — астероїд головного поясу, відкритий 1 травня 1998 року.
Тіссеранів параметр щодо Юпітера — 3,298.